# PBT2
PBT2 هو حامل أيون زنك آمن الاستخدام على البشر وعقار تجريبي مرشح. وهو مشابه بنيوي من الجيل الثاني لـ8-هيدروكسي كينولين يُراد له أن يكون خليفة لكليوكينول وعلاجا محتملا لمرض آلزهايمر وداء هنتنغتون.

## تجارب سريرية
خضع PBT2 لثلاث تجارب سريرية من المرحلة 2 لمعالجة مرض آلزهايمر هي (أورو)، 'إيماجن' و«إيماجن إكستانشن» وواحدة لمعالجة داء هنتنغتون هي 'REACH2HD'.
نتائج الفعالية على الإدراك في مرض آلزهايمر كانت مختلطة. حيث أظهرت تجربة أورو بعض التحسنات في الوظائف الإدراكية، وبالتحديد نطاقات الوظائف التنفيذية، في حين أن تجربة إيماجن لم تبد تحسنات. ومع ذلك، لا يوجد دليل على أن لـPBT2 أي فائدة في علاج خرف آلزهايمر، لأن عدد مرضى آلزهايمر المعالجين بواسطة PBT2 في بالمرحلة 2 (حوالي 76) محدود ولأن التجارب لم تكن موجهة لتحديد النتائج على الإدراك. في المرحلة الثانية من تجارب علاج داء هنتنغتون، ورغم أن الآداء الإدراكي الإجمالي لم يتحسن، إلا أن نطاق الوظائف التنفيذية أظهر تحسنا معتبرا.

## استخدامات أخرى
يُستخدم PBT2  كعلاج للبكتيريا المقاومة لأدوية عديدة. في توليفة من الزنك، أظهر حامل أيون الزنك PBT2 أنه يعكس مقاومة المضادات الحيوية للعديد من البكتيريا الممرضة سريريا بما في ذلك: MRSA وGAS وVRE في كل من المختبر ونموذج إعداء الفأر.